# MLI

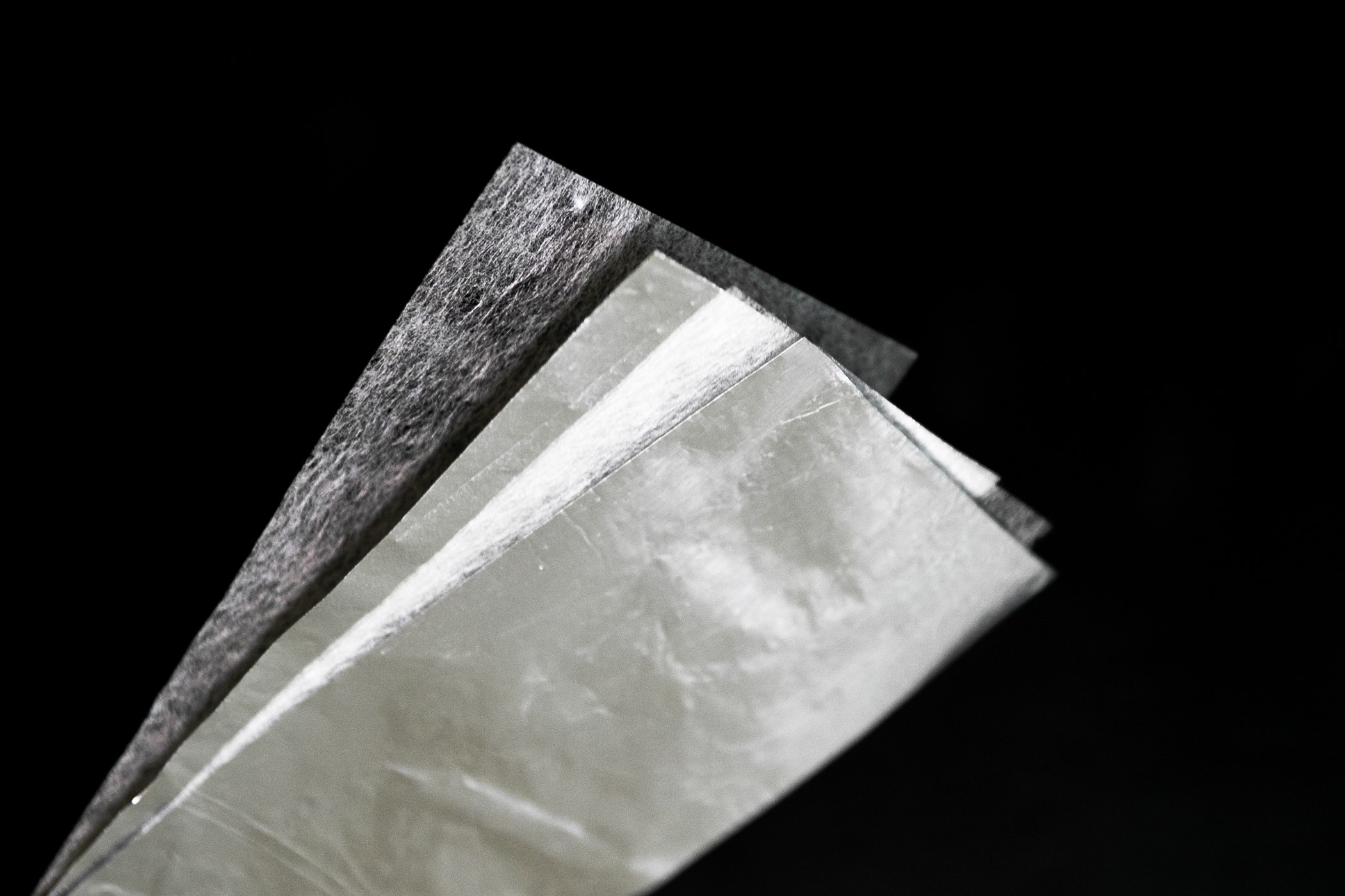
Fragment izolacji MLI, srebrne warstwy ekranów oddzielone są białymi przekładkami

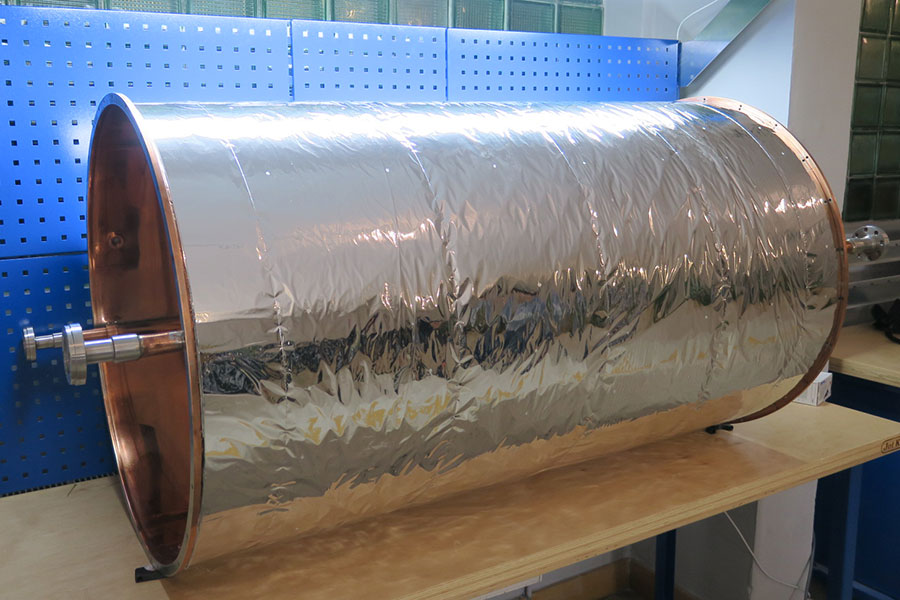
Ekran radiacyjny pokryty izolacją MLI w celu zwiększenia skuteczności zaizolowania systemu

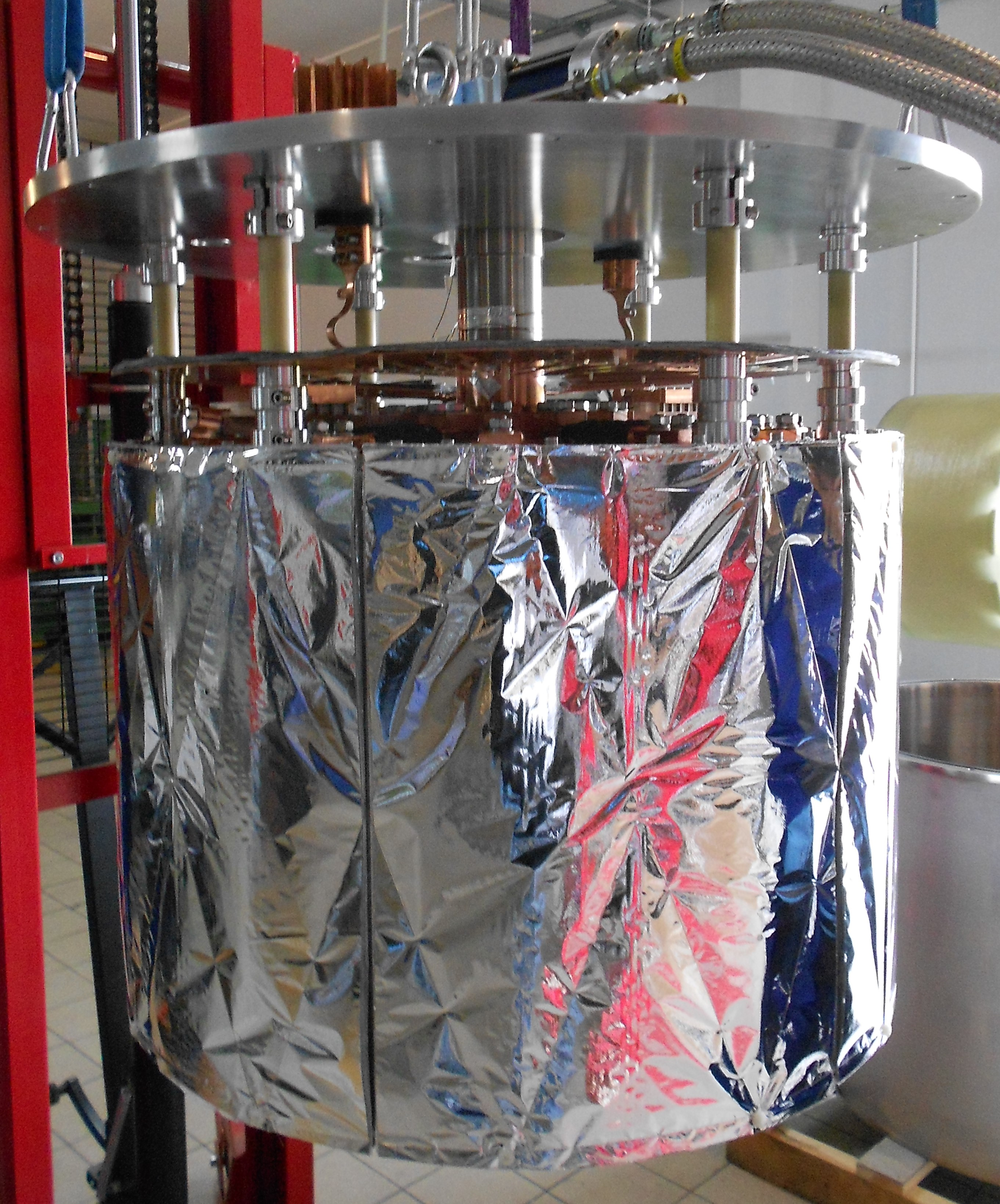
Nadprzewodnikowy ogranicznik prądu zwarcia zaizolowany MLI

MLI, izolacja MLI (ang. multi-layer insulation) – rodzaj izolacji termicznej, mającej za zadanie ograniczenie dopływów ciepła na drodze promieniowania. Zbudowana jest z wielu równoległych ekranów radiacyjnych o niskiej emisyjności i oddzielających je od siebie przekładek. MLI jest najskuteczniejszym rodzajem izolacji stosowanym w zbiornikach ciekłych gazów, rurociągach kriogenicznych, kriostatach i wszystkich aplikacjach wykorzystujących bardzo niskie temperatury.

## Cechy
- Najlepsze dostępne własności izolacyjne. Przewodność cieplna w warunkach laboratoryjnych na poziomie 0,03 mW/mK[2],
- Mała masa izolacji - około 1,2 kg/m2[3],
- Kompaktowość izolacji - grubość 40 warstwowego koca izolacyjnego to około 20 mm[4],
- Niski współczynnik odgazowania w próżni[5].

## Zastosowanie
Izolacja MLI stosowana jest tam, gdzie występują duże różnice temperatur między izolowanym układem a otoczeniem i niezbędne jest ograniczenie dopływów ciepła na drodze promieniowania. Izolacja ta znajduje coraz więcej zastosowań nie tylko ze względu na najlepsze zdolności izolacyjne, ale również niską masę i objętość, co skutkuje mniejszą wagą i wymiarami całej konstrukcji. Do zastosowań MLI zaliczają się głównie:
- Kriogenika - niskotemperaturowe systemy kriogeniczne są szczególnie wrażliwe na dopływy ciepła z otoczenia ze względu na bardzo wysokie różnice temperatur między systemem a otoczeniem i wysoki koszt wytworzenia mocy chłodniczej w tak niskich temperaturach. Zastosowanie MLI wraz z izolacją próżniową stanowi najskuteczniejszą metodę izolacji kriogenicznej, zwanej także superizolacją[6]. MLI jest najskuteczniejszą metodą izolacji dla:

- zbiorników ciekłych gazów (LNG, LN2, LH2, LO2) itd.,

- kriostatów,

- rurociągów kriogenicznych,

- kriokomór,

- urządzeń nadprzewodnikowych.
- Przemysł kosmiczny - w próżni kosmicznej promieniowanie jest jedynym mechanizmem przekazywania ciepła. Z tego względu jest ona powszechnie używana do izolowania satelitów kosmicznych, w celu ograniczenia ciepła niesionego przez promieniowanie kosmiczne.

## Struktura
Izolacja MLI składa się z kilkudziesięciu, naprzemiennie składanych warstw ekranów radiacyjnych i przekładek. 
Ekran radiacyjny wykonany jest z materiału syntetycznego o grubości 0,006 - 0,012 mm (najczęściej folii polietylenowej) pokrytego warstwą niskoemisyjnego metalu. Najczęściej stosowanym metalem jest aluminium, rzadziej miedź, złoto lub srebro. 
Grubość metalowej powłoki jest nie większa niż 0,1 μm. 
Oddzielające ekrany przekładki wykonane są z materiałów włóknistych o niskiej przewodności cieplnej w celu zminimalizowania przepływów ciepła na drodze kondukcji.
MLI dostępna jest w formie rolek, na które nawinięte zostają kilkuwarstwowe pasma izolacji o określonej szerokości lub posiadających gotową do zainstalowania geometrię koców izolacyjnych. Izolacja w formie rolki wykorzystywana jest głównie do owinięcia powierzchni bocznej dużych zbiorników ciekłych gazów lub rurociągów o dużych średnicach. Koce znajdują swoje zastosowania na zbiornikach, małych rurociągach i aplikacjach laboratorynjych jakimi są np. kriostaty.